# Aldo Rocha
Aldo Paúl Rocha González (* 6. November 1992 in León, Guanajuato) ist ein mexikanischer Fußballspieler, der vorwiegend im defensiven Mittelfeld zum Einsatz kommt.

## Laufbahn
Seinen ersten Profivertrag erhielt Rocha bei seinem Heimatverein Club León, mit dem er beide Meistertitel der Saison 2013/14 gewann. 
Zu Beginn des Jahres 2017 wechselte Rocha zum Ligarivalen Monarcas Morelia, bei dem er bis zu dessen Lizenzverkauf am Ende der Saison 2019/20 blieb und, wie die meisten anderen Spieler der Monarcas, auf den Lizenzerwerber Mazatlán FC überging. Ein halbes Jahr später wechselte Rocha zu Atlas Guadalajara, bei denen er derzeit unter Vertrag steht.

## Erfolge
- Mexikanischer Meister: Apertura 2013, Clausura 2014 (mit León)